# Genoplesium
Genoplesium es un género de orquídeas de la subfamilia Orchidoideae dentro de la familia Orchidaceae. Tiene 48 especies descritas y de estas solo 47 aceptadas.

## Descripción
Son orquídeas de hábitos terrestres que se encuentran en Australia y que difiere del género Corunastylis, en que  tiene un solo tubérculo como raíz que no es reemplazado anualmente como en Corunastylis.

## Taxonomía
El género fue descrito por Robert Brown  y publicado en Prodromus Florae Novae Hollandiae 319. 1810.

## Especies deGenoplesium
1. Genoplesium acuminatum (R.S.Rogers) D.L.Jones & M.A.Clem. Lindleyana 4: 142. 1989
2. Genoplesium alticola D.L.Jones & B.Gray, Austral. Orchid Res. 2: 66. 1991
3. Genoplesium apostasioides (Fitzg.) D.L.Jones & M.A.Clem., Lindleyana 4: 142. 1989
4. Genoplesium archeri (Hook.f.) D.L.Jones & M.A.Clem., Lindleyana 4: 142. 1989
5. Genoplesium arrectum D.L.Jones, Austral. Orchid Res. 2: 66. 1991
6. Genoplesium baueri R.Br., Prodr.: 319. 1810
7. Genoplesium bishopii D.L.Jones, Orchadian 13: 227. 2000
8. Genoplesium brachystachyum (Lindl.) D.L.Jones & M.A.Clem., Lindleyana 4: 142. 1989
9. Genoplesium calopterum (Rchb.f.) D.L.Jones & M.A.Clem., Lindleyana 4: 142. 1989
10. Genoplesium citriodorum D.L.Jones & M.A.Clem., Austral. Orchid Res. 2: 67. 1991
11. Genoplesium confertum D.L.Jones, Austral. Orchid Res. 2: 68. (1991
12. Genoplesium cranei D.L.Jones, Orchadian 13: 102. 2000
13. Genoplesium despectans (Hook.f.) D.L.Jones & M.A.Clem., Lindleyana 4: 142. 1989
14. Genoplesium ectopum D.L.Jones, Orchadian 12: 570. 1999
15. Genoplesium eriochilum (Fitzg.) D.L.Jones & M.A.Clem., Lindleyana 4: 143. 1989
16. Genoplesium filiforme (Fitzg.) D.L.Jones & M.A.Clem., Lindleyana 4: 143. 1989
17. Genoplesium fimbriatum (R.Br.) D.L.Jones & M.A.Clem., Lindleyana 4: 143. 1989
18. Genoplesium firthii (Cady) D.L.Jones, Austral. Orchid Res. 3: 89. 1998
19. Genoplesium formosum D.L.Jones, Orchadian 13: 293. 2001
20. Genoplesium insigne D.L.Jones, Orchadian 13: 295. 2001
21. Genoplesium littorale D.L.Jones, Orchadian 13: 297. 2001
22. Genoplesium morinum D.L.Jones, Austral. Orchid Res. 2: 68. 1991
23. Genoplesium morrisii (Nicholls) D.L.Jones & M.A.Clem., Lindleyana 4: 142. 1989
24. Genoplesium nigricans (R.Br.) D.L.Jones & M.A.Clem., Lindleyana 4: 143. 1989
25. Genoplesium nudiscapum (Hook.f.) D.L.Jones & M.A.Clem., Lindleyana 4: 143. 1989
26. Genoplesium nudum (Hook.f.) D.L.Jones & M.A.Clem., Lindleyana 4: 144. 1989
27. Genoplesium oliganthum D.L.Jones, Orchadian 13: 299. 2001
28. Genoplesium ostrinum D.L.Jones, Orchadian 13: 301. 2001
29. Genoplesium parvicallum (Rupp) D.L.Jones & M.A.Clem., Lindleyana 4: 144. 1989
30. Genoplesium pedersonii D.L.Jones, Austral. Orchid Res. 2: 69. 1991
31. Genoplesium plumosum (Rupp) D.L.Jones & M.A.Clem., Lindleyana 4: 144. 1989
32. Genoplesium psammophilum D.L.Jones, Austral. Orchid Res. 2: 69. 1991
33. Genoplesium pumilum (Hook.f.) D.L.Jones & M.A.Clem., Lindleyana 4: 144. 1989
34. Genoplesium rhyoliticum D.L.Jones & M.A.Clem., Austral. Orchid Res. 2: 70. 1991
35. Genoplesium rufum (R.Br.) D.L.Jones & M.A.Clem., Lindleyana 4: 144. 1989
36. Genoplesium ruppii (R.S.Rogers) D.L.Jones, Orchadian 13: 303. 2001
37. Genoplesium sagittiferum (Rupp) D.L.Jones & M.A.Clem., Lindleyana 4: 145. 1989
38. Genoplesium sigmoideum D.L.Jones, Austral. Orchid Res. 2: 70. 1991
39. Genoplesium simulans D.L.Jones, Austral. Orchid Res. 2: 71. 1991
40. Genoplesium superbum D.L.Jones, Austral. Orchid Res. 2: 72. 1991
41. Genoplesium systenum D.L.Jones, Austral. Orchid Res. 2: 72. 1991
42. Genoplesium tasmanicum D.L.Jones, Austral. Orchid Res. 3: 90. 1998
43. Genoplesium tectum D.L.Jones, Austral. Orchid Res. 2: 73. 1991
44. Genoplesium turfosum D.L.Jones, Austral. Orchid Res. 2: 74. 1991
45. Genoplesium validum D.L.Jones, Austral. Orchid Res. 2: 74. 1991
46. Genoplesium vernale D.L.Jones, Orchadian 13: 305. 2001
47. Genoplesium woollsii (F.Muell.) D.L.Jones & M.A.Clem., Lindleyana 4: 145. 1989